# Amtsbezirk (Habsburgermonarchie)
Ein Amtsbezirk war zwischen 1853 und 1867 der Rayon eines Bezirksamtes, das in der Habsburgermonarchie die erste Stufe der Verwaltung darstellte.

## Schaffung
Die Amtsbezirke bzw. die Bezirksämter wurden im Zuge der Reformen nach 1848 geschaffen, wobei man sich an den Werbbezirken orientierte, und unmittelbar den Kreisverwaltungen unterstellt, deren Aufgaben sie weitgehend übernahmen. Die Amtswirksamkeit der Bezirksbehörden wurde durch Entschließung vom 14. September 1852 festgelegt und im Reichsgesetzblatt Nr. 10 im Jahr 1853 verlautbart, nachdem sie bereits 1849 von Innenminister Alexander von Bach im Rahmen einer Neuorganisation des Verwaltungsapparates vorgeschlagen wurden. Denn mit dem Umbruch 1848 standen nun erstmals die einzelnen Bürger den Behörden gegenüber und nicht mehr die nun aufgelösten Herrschaften, was einen bedeutenden Mehraufwand mit sich brachte.

## Bezirksamt
Die Bezirksämter wurden damit zur untersten landesfürstlichen Behörde in allen nicht ausdrücklich anders geregelten Angelegenheiten. Insbesondere in Gerichts- und Steuerangelegenheiten wurden sie zur ersten Instanz. Mit der Einrichtung von Bezirksämtern stiegen die Kreisämter zur übergeordneten Behörden auf. Bezirksämter waren in allen Kronländern eingerichtet, um damit die autonom eingerichteten Ortsgemeinden eines Gebietes zur untersten staatlichen Verwaltungseinheit zusammenzufassen. An der Spitze jedes Amtsbezirkes stand ein Bezirksvorsteher, der die Gesamtverantwortung trug und zugleich auch das nachgeordnete Steueramt beaufsichtigte. Ab 1854 sprach man juristisch von gemischten Bezirksämtern, in denen Verwaltung und Justiz noch nicht getrennt waren.

## Aufgaben
Das weit gestreute Aufgabenportefeuille umfasste neben der hoheitlichen Verwaltung und der Gerichtsbarkeit, wie etwa dem Aufrechterhalten der Sicherheit, der Konskription oder dem Setzen von Maßnahmen im Katastrophenfall beispielsweise auch den Erhalt der Straßen, das Verleihen von Gewerbebefugnissen, das Ausstellen von Heimatscheinen, die Obsorge der Armen- und Krankenpflege.

## Auflösung
1868 wurden Kreis- und Bezirksämter aufgelöst und in die bis heute bestehenden Bezirkshauptmannschaften überführt. Im zwischenzeitlich herausgelösten Bereich der Justiz überdauerten diese Strukturen aber in Form von Bezirksgerichten und Kreisgerichten (heute: Landesgerichte), weshalb sich die Amtsbezirke mit den nachmaligen Gerichtsbezirken weitgehend deckten.